# Daniel Auber
Daniel-François Esprit Auber (Caen, Normandia, 29 de gener de 1782 – París, 12 de maig de 1871) va ser un compositor francès, autor d'unes 70 obres per a l'escena, òperes, ballets i música religiosa.
Nascut en una família artística, Auber va ser inicialment un compositor amateur abans de dedicar-se a escriure òperes professionalment quan la fortuna de la família va fallar l'any 1820. Aviat va establir una col·laboració professional amb el llibretista. Eugène Scribe que va durar 41 anys i va produir 39 òperes, la majoria d'elles èxits comercials i de crítica. Està associat principalment a l'òpera-còmica i va compondre 35 obres d'aquest gènere. És considerat un dels renovadors de l'òpera còmica francesa, però també va destacar en el camp de l'òpera seriosa fins al punt que se li deu, junt amb Rossini i Meyerbeer, la creació del nou tipus de grand opéra que dominaria París a partir de la dècada de 1830 Amb Scribe va escriure la primera grand opéra francesa, La Muette de Portici (La dona muda de Portici) el 1828, que va obrir el camí a les obres a gran escala de Giacomo Meyerbeer.
Auber va ocupar dos importants càrrecs musicals oficials. De 1842 a 1871 va ser director de la principal acadèmia de música de França, el Conservatori de París, que va ampliar i modernitzar. Des de 1852 fins a la caiguda del Segon Imperi el 1870 va ser director de la capella imperial del Louvre, per a la qual va escriure un nombre important d'obres litúrgiques i altres músiques religioses.
Devot de París, Auber es va negar a abandonar la ciutat quan la Guerra Franco-Prussiana va provocar el setge de París i el posterior ascens de la Comuna de París. Va morir a casa seva de París, als 89 anys, poc abans que el govern francès recuperés el control de la capital.

## Biografia i carrera

### Primers anys
Auber va néixer el 29 de gener de 1782 a Caen, a Normandia, on la seva mare estava de visita. La família era d'extracció normanda però estava establerta a París. L'avi d'Auber havia estat "peintre du Roi" -pintor del rei- encarregat d'esculpir i daurar les carrosses reials, i el pare d'Auber, Jean-Baptiste Daniel, era un oficial de la caça reial, amb seu a les "petites écuries du Roi" - els petits estables del rei, al faubourg Saint-Denis de París. Ell i la seva dona, Françoise Adelaïde Esprit, de soltera Vincent, van tenir tres fills i una filla. Quan Auber tenia set anys va començar la Revolució Francesa, i el seu pare va haver de trobar una altra ocupació que li permetés seguir mantenint la seva família. Es va instal·lar com a editor, i va obrir una impremta a la rue Saint-Lazare, on va sobreviure al Regnat del Terror i va prosperar sota el Directori i el Consolat. Tenia un saló, on assistien artistes de tota mena, on actuava de vegades el jove Auber, que era, des de l'adolescència, un excel·lent violinista, pianista i cantant.
Tot i que el seu pare va encoratjar el seu talent musical, Auber esperava dedicar-se al negoci familiar de venda d'impremtes, i després que el Tractat d'Amiens (1802) acabés amb la guerra entre França i Gran Bretanya va anar a Londres per estudiar comerç i aprendre anglès. Al Grove's Dictionary of Music and Musicians, Charles Schneider escriu que Auber, evidentment, va tenir cert èxit a Londres com a intèrpret i com a compositor. Un biògraf anterior, Charles Malherbe, escriu que tot i que Auber no va obtenir una gran visió del comerç i les finances durant els seus setze mesos a Londres, va admirar i emular la reserva i l'eufemisme britànics, que s'adaptaven a la seva pròpia modèstia innata. La seva timidesa es va fer coneguda. Mai va aparèixer davant el públic com a director, i al llarg de la seva carrera va estar massa nerviós per assistir a les seves primeres nits. No es va casar mai.

### Retorn a París

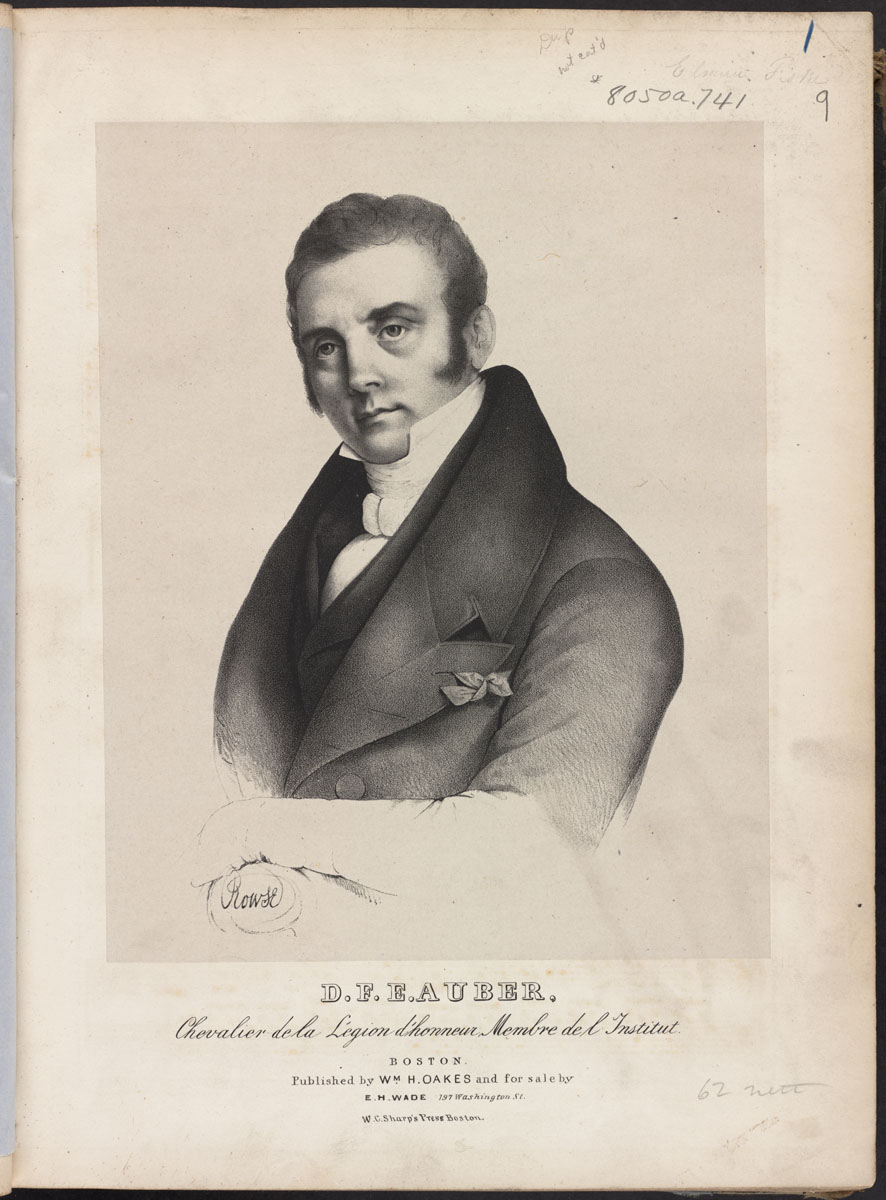
Auber, c. 1830

El 1803 va acabar la fràgil pau entre França i Gran Bretanya; van començar les guerres napoleòniques, i Auber va marxar de Londres cap a París, on va romandre la resta de la seva vida. Allà va ser admès a la Société académique des Enfants d'Apollon, una prestigiosa associació de músics i pintors melòmans, de la qual el seu pare era membre des de 1784. Entre les composicions d'Auber d'aquesta època hi havia cinc concerts per a violoncel estrenats pel solista Lamare, en el nom del qual almenys tres d'ells van ser publicats originalment, tot i que la seva autoria real aviat va sortir a la llum. Els elogis donats al concert per a violí d'Auber (1808) el van animar a emprendre un nou escenari d'una antiga òpera còmica, Julie, per a una societat amateur el 1811. L'orquestra estava formada per dos violins, dues violes, violoncel i contrabaix, però Auber va fer un ús efectiu de les petites forces, i la peça va tenir una bona acollida. Luigi Cherubini, la figura dominant en els cercles operístics parisencs, es trobava entre el públic, i reconeixent el talent poderós encara que no entrenat del jove compositor, el va prendre com un alumne particular.
Els relats difereixen sobre la primera òpera d'Auber posada en escena professionalment, Le Séjour militaire (1813). Algunes fonts més antigues afirmen que va tenir una "acollida desfavorable" i va ser "un fracàs". Schneider (2001) escriu que va tenir "16 representacions satisfactòries, i va ser revifada el 1826 i escenificada a les províncies". Schneider afegeix que durant els set anys següents, Auber va viure una vida despreocupada, fins que un fort descens de les circumstàncies financeres dels Auber i la mort del seu pare el 1820 el van obligar a assegurar-se uns ingressos per mantenir la família. Es va dedicar a la composició, sobretot d'òperes. La bergère châtelaine (1820) i Emma (1821), amb llibrets d'⁣Eugène de Planard, va tenir èxit tant a França com a Alemanya.

### Èxit operístic
El 1822 Auber va iniciar una col·laboració amb el llibretista Eugène Scribe que va durar 41 anys i va produir 39 òperes. El biògraf d'Auber, Robert Letellier, escriu que els noms de Scribe i Auber van quedar tan vinculats en les ments franceses com els de Gilbert i Sullivan més tard ho estaven en les britàniques. La primera col·laboració dels socis va ser Leicester, ou Le château de Kenilworth, una òpera còmica en tres actes, amb una trama escrita per Scribe, en col·laboració amb Mélesville, basada en el romanç històric Kenilworth de Walter Scott. Va ser donat per la companyia Opéra-Comique a la Salle Feydeau el gener de 1823 amb Antoine Ponchard i Antoinette Lemonnier en els papers principals, i va rebre 60 representacions durant les cinc temporades següents. Schneider escriu sobre la col·laboració:

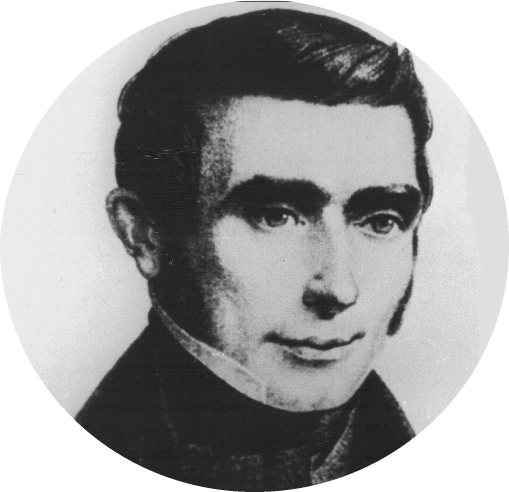
Eugène Scribe, principal llibretista d'Auber de 1822 a 1860

Durant la resta de la dècada de 1820, les col·laboracions d'Auber amb Scribe van ser majoritàriament exitoses, amb llargues temporades segons els estàndards de l'època. Per contra, la seva única òpera sense Scribe d'aquest període va tenir set representacions. El 1825, Auber era prou eminent en la seva professió per ser nomenat cavaller de la Legió d'Honor pel govern de Carles X. 
Tot i que la majoria de les òperes d'Auber d'aquest període eren del gènere establert de l'opéra-comique –obres amb diàleg parlat, normalment en tres actes–, el 1825 va escriure la primera grand opéra francesa, La Muette de Portici, una peça de cinc actes, amb números de ballet, i recitatiu en comptes de diàleg parlat. El llibret original era de Germain Delavigne, adaptat i revisat per Scribe. Després de l'estrena a l'⁣Òpera de París el febrer de 1828, les produccions s'estrenen a Londres el maig de 1829 i a Nova York el novembre del mateix any. El 1841 es va representar al Teatre de la Santa Creu de Barcelona. Per a l'any 1882, l'obra ja s'havia representat més de 500 vegades a París, i es va interpretar en versions traduïdes arreu d'Europa. Un ballet espectacular, Masaniello, amb la mateixa història, utilitzant la música d'Auber, va ser popular a Londres a finals de la dècada de 1820. Schneider escriu que Auber va consolidar la seva reputació internacional amb La Fiancée (1829) i Fra Diavolo (1830), tots dos amb Scribe.

### Institut i Conservatori

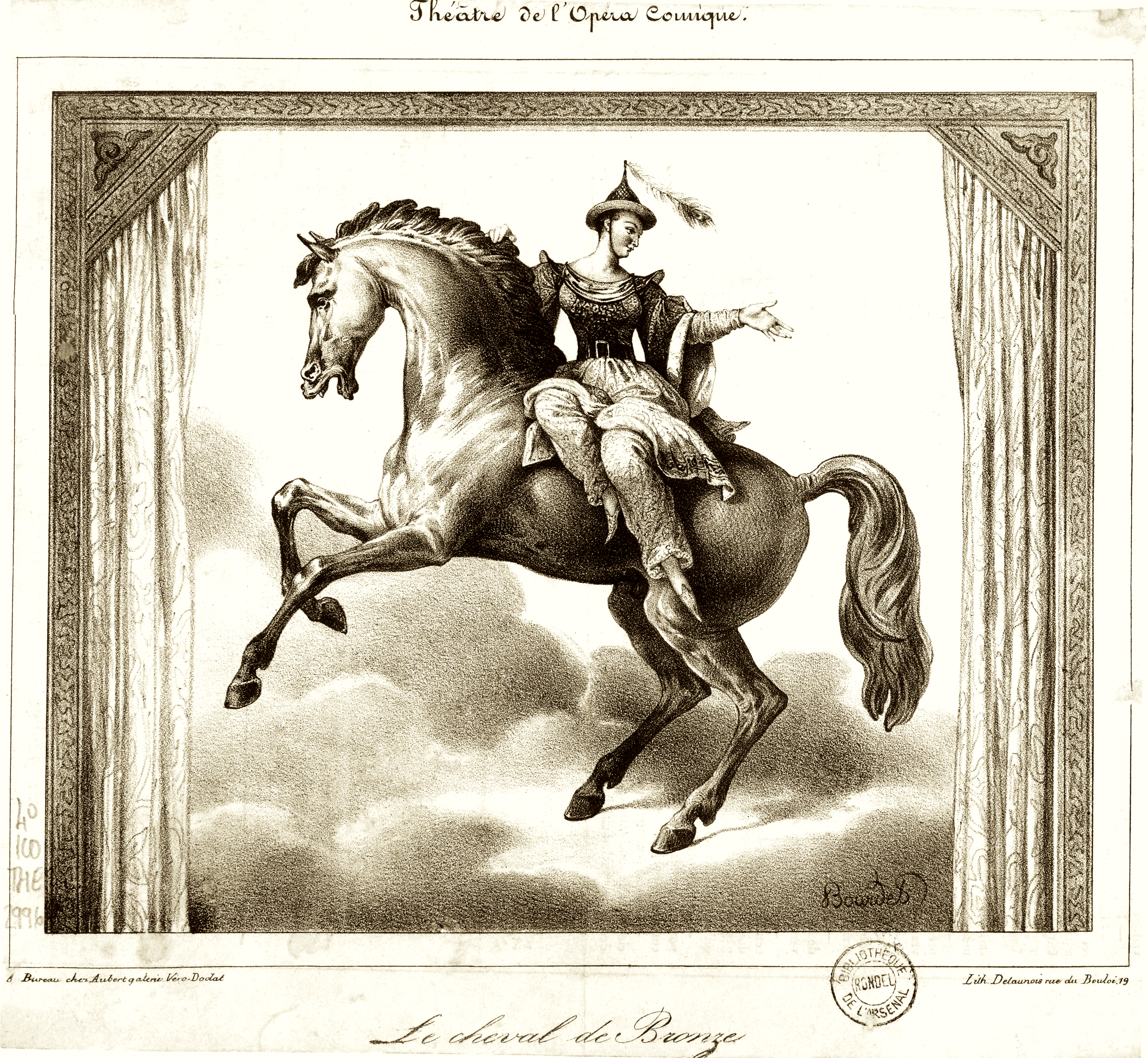
Le Cheval de bronze, 1835

El 1829 Auber va ser elegit com un dels sis membres de l'⁣Académie des Beaux-Arts de l'⁣Institut de França en successió de François-Joseph Gossec, sumant-se als degans conjunts, Cherubini i Jean-François Le Sueur, i als seus col·legues Henri Berton, François-Adrien Boieldieu i Charles Catel. Durant els 42 anys com a membre s'hi van unir compositors com Adolphe Adam, Hector Berlioz, Charles Gounod i Ambroise Thomas. Sota el govern del rei Louis-Philippe, Auber va ser nomenat director dels concerts de la cort el 1839, i, quan Cherubini es va retirar el 1842, director del Conservatori. Schneider escriu que en aquest últim càrrec, el mandat d'Auber estava marcat per:
A la dècada de 1830, Auber va escriure dotze òperes amb Scribe, la meitat d'elles òperas còmiques i la meitat obres més serioses per a l'Opéra: Le Dieu et la bayadère (1830), Le Philtre (1831), Le Serment ou les Faux monnayeurs (1832), Gustave III o le Bal masqué (1833), Le Cheval de bronze (1835) i Le Lac des fées (1839).

### Darrers anys

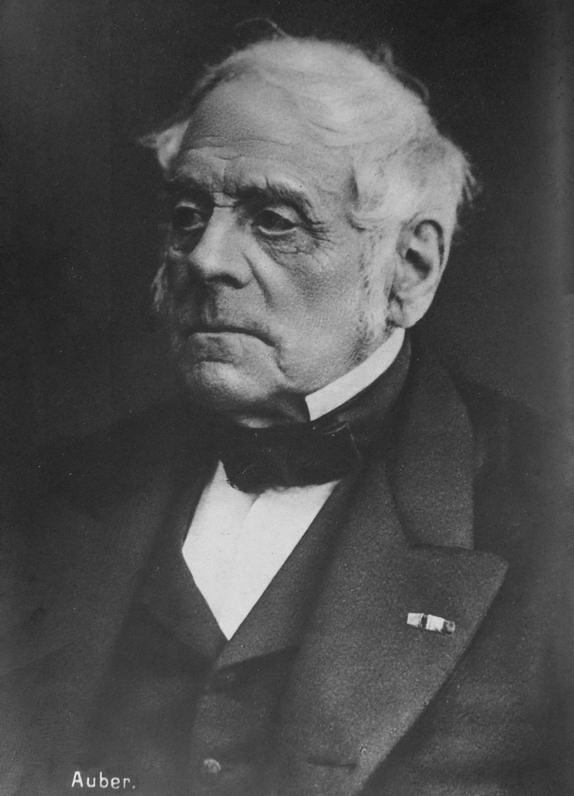
Auber de Nadar, finals de la dècada de 1860

Auber va ser un director molt estimat i conscienciat del Conservatori; va dirigir amb un règim menys conservador que el seu predecessor, i va introduir canvis com permetre els aplaudiments als concerts del Conservatori i donar als membres de la facultat més llibertat en allò que ensenyaven als seus estudiants. Va ampliar els departaments de composició, piano i instruments orquestrals. La seva modèstia habitual es va estendre fins a prohibir que qualsevol de les seves obres fos interpretada al Conservatori durant tota la seva direcció. Diversos guanyadors del Prix de Rome, el primer premi de música de França, es van formar amb ell, com Georges Bizet, Ernest Guiraud, Théodore Dubois i Jules Massenet.

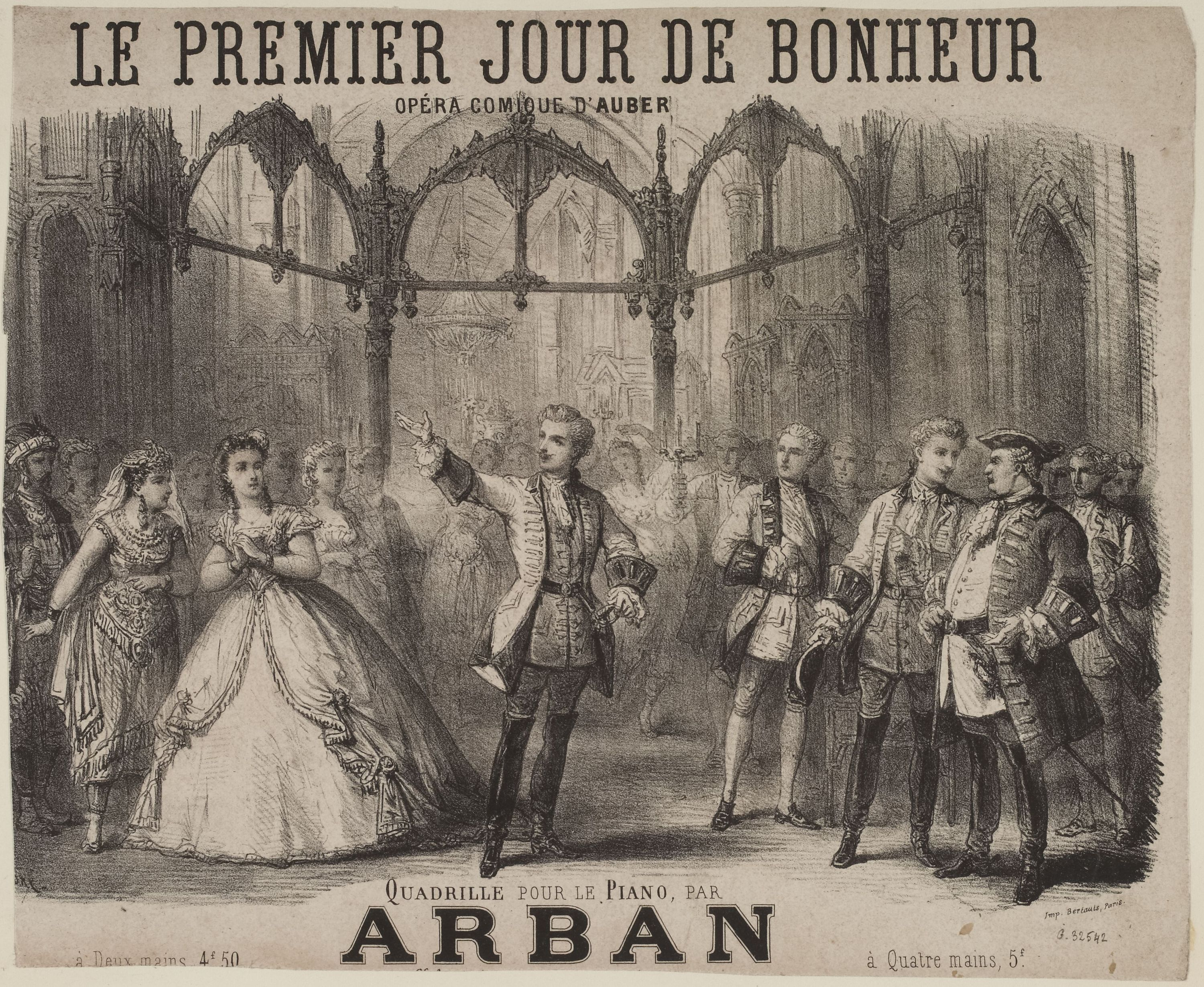
Le premier jour de bonheur (1868)

La productivitat d'Auber com a compositor d'òpera es va alentir una mica en els anys posteriors al seu nomenament al Conservatori, però va completar 13 òperes noves entre 1843 i 1869, incloses La part du diable (La part del diable, 1943), Haydée, ou Le secret (1847), L'enfant prodigue (El fill pròdig, 1850), Manon Lescaut (1856 – 28 anys abans de la versió de Massenet i 37 anys abans de la de Puccini), i la seva darrera col·laboració amb Scribe, La Circassienne (LLa circassiana, 1861). Després de la mort de Scribe el 1861, Auber va compondre només dues òperes més, ambdues amb llibrets d'⁣Adolphe d'Ennery i Eugène Cormon⁣: Le premier jour de bonheur (El primer dia de la felicitat, 1868) i Rêve d'amour (Somni d'amor, 1869).
Le premier jour de bonheur va ser un èxit considerable, i els crítics van remarcar la frescor de la partitura del compositor octogenari: "La seva música és, en la seva major part, tan fresca i brillant com les millors joies de Masaniello o The Crown Diamonds". Va ser un èxit excepcional de taquilla, representada 167 vegades a París durant les següents temporades i escenificada a Viena, Berlín, Budapest i altres ciutats europees.
Sota el Segon Imperi Auber va ser nomenat director de la chapelle impériale per Napoleó III el 1852, i va compondre una quantitat considerable de música per a la capella de l'emperador al Louvre. Les forces musicals allí eren substancials, el cor i l'orquestra formaven 40 músics cadascun. Van actuar sota la direcció dels directors de l'Opéra, més que del compositor.
En el moment de la guerra francoprussiana el 1870, Auber era vell i malalt. Es va negar a abandonar París, i hi va romandre durant el setge de París i el posterior ascens de la Comuna de París. Va dimitir com a director del Conservatori perquè l'edifici pogués ser utilitzat com a hospital. El va succeir breument com a director Francisco Salvador-Daniel –nomenat pels comuners i afusellat pel govern francès onze dies més tard– i més permanentment per Ambroise Thomas, que va ocupar el càrrec de 1871 a 1896.
La salut d'Auber es va deteriorar i el maig de 1871 se'n va anar al llit. Dos amics, Thomas i el seu company compositor Jean-Baptiste Weckerlin, van fer torns per vetllar-lo. A primera hora del 12 de maig va morir a la seva casa del carrer Saint-Georges, als 89 anys. Va ser enterrat al cementiti del Père Lachaise.

## Òperes
- L'Erreur d'un moment (1805, Salle Doyen, París)
- Jean de Couvin (setembre 1812, Castell de Chimay, Bèlgica)
- Le Séjour militaire (27 de febrer 1813, Teatre Nacional de l'Opéra-Comique, París)
- El Testament et les billets-doux (18 de setembre 1819, Òpera còmica, París)
- La Bergère châtelaine (27 de gener 1820, Òpera còmica, París)
- Emma, ou la Promesse imprudent (7 de juliol 1821, Òpera còmica, París)
- Leicester, ou le Château de Kenilworth (25 de gener 1823 Òpera còmica, París)
- La Neige, ou le Nouvel Éginhard (8 d'octubre 1823, Opera Comique, París)
- Vendôme en Espagne (5 de desembre 1823, Òpera nacional de París)
- Les Trois genres (27 d'abril 1824, Théâtre de l'Odéon, París)
- Le Concert à la cour, ou la Debutante (3 de juny 1824, Òpera còmica, París)
- Léocadie (4 de novembre 1824, Òpera còmica, París)
- Le Maçon (3 de maig 1825, Òpera còmica, París)
- Le Timide, ou li Nouveau séducteur (30 de maig 1826, Òpera còmica, París)
- Fiorella (28 de novembre 1826, Òpera còmica, París)
- La Muette de Portici (29 de febrer 1828 Teatre de l'Òpera, París)
- La Fiancée (10 de gener 1829, Òpera còmica, París)
- Fra Diavolo, ou l'Hôtellerie de Terracine (28 de gener 1830, Òpera còmica, París)
- Le Dieu et la bayadère, ou la Courtisane amoureuse (13 d'octubre 1830, Teatre de l'Òpera, París)
- Le Philtre (20 de juny 1831, Teatre de l'Òpera, París)
- La Marquise de Brinvilliers (31 d'octubre 1831, Teatre de l'Òpera, París)
- Le Serment, ou les Faux-monnayeurs (1 d'octubre 1832, Teatre de l'Òpera, París)
- Gustave III, ou le Bal Masqué (27 de febrer 1833, Teatre de l'Òpera, París)
- Lestocq, ou l'intrigue et l'amour (24 de maig 1834, Opera Còmica, París)
- Le Cheval de bronze (23 de març 1835, Òpera Còmica, París)
- Actéon (23 de gener 1836, Òpera Còmica, París)
- Les Chaperons blancs (9 d'abril 1836, Òpera còmica, París)
- L'Ambassadrice (21 de desembre 1836, Òpera còmica, París)
- Le Domino noir (2 de desembre 1837, Òpera còmica, París)
- Le Lac des fées (1 d'abril 1839, Teatre de l'Òpera, París)
- Zanetta, ou Jouer avec le feu (18 de maig 1840, Òpera Còmica, París)
- Les Diamants de la couronne (6 de març 1841, Òpera còmica, París) estrenada per la seva soprano favorita de l'època Anna Thillon.
- Le Duc d'Olonne (4 de febrer 1842, Òpera còmica, París)
- La Part du diable (16 de gener 1843, Òpera còmica, París)
- La Sirène (26 de març 1844, Òpera còmica, París)
- La Barcarolle, ou l'Amour et la musique (22 d'abril 1845, Òpera còmica, París)
- Les Premiers pas (15 de novembre 1847, Òpera Nacional, París)
- Haydée, ou le Secret (28 de desembre 1847, Òpera còmica, París)
- L'Enfant prodigue (6 de desembre 1850, Teatre de l'Òpera, París)
- Zerline, ou la Corbeille d'oranges (16 de maig 1851, Teatre de l'Òpera, París)
- Marco Spada (21 de desembre 1852, Òpera còmica, París)
- Jenny Bell (2 de juny 1855, Òpera còmica, París)
- Manon Lescaut (23 de febrer 1856, Òpera còmica, París)
- La Circassienne (2 de febrer 1861, Òpera còmica, París)
- La fiancée du roi de Garbe (11 de gener 1864, Òpera còmica, París)
- Le premier jour de bonheur (15 de febrer 1868, Òpera còmica, París)
- Rêve d'amour (20 de desembre 1869, Òpera còmica, París)